# Strada statale 110 di Monte Cucco e di Monte Pecoraro
La strada statale 110 (SS 110) è una ex strada statale. Attualmente la sua gestione è passata in carico alle province di Reggio Calabria e Vibo Valentia. Il tratto compreso nel reggino ha ora assunto il nome di "strada provinciale 9" mentre quello compreso nel Vibonese viene denominato "SP ex SS 110 Serra San Bruno-Simbario".
Attraversa la Calabria dal tratto ionico a quello tirrenico, rispettivamente dal comune di Monasterace in provincia di Reggio Calabria al comune di Pizzo in provincia di Vibo Valentia. 
Il percorso della strada si snoda in un ambiente quasi totalmente montano e attraversa le Serre calabresi, in particolare i monti Cucco e Pecoraro.
I comuni che attraversa sono: Monasterace, Stilo, Pazzano, Caulonia (Ziia), Serra San Bruno, Spadola, Simbario, San Nicola da Crissa e infine sulla costa tirrenica si congiunge alla strada statale 18, nel territorio di Pizzo.

## Storia
La strada fu voluta per la prima volta nel 1837 da Ferdinando II delle Due Sicilie per potenziare gli stabilimenti siderurgici di Mongiana e Ferdinandea operanti sin dal 1782.
Prima Mongiana comunicava col Tirreno, poco a nord di Pizzo, per una via carrettiera di 18km passante per Angitola mentre verso l'area jonica comunicava con la zona mineraria di Pazzano per strade impraticabili ai carri e percorribile solo a dorso di mulo.
L'opera ebbe un costo complessivo di 200.000 ducati e fu completata solo alla fine dell'800.
Nel tratto che va da Monasterace a Serra San Bruno vennero edificate delle case cantoniere tra cui quella in località Bordingiano (Stilo), Mangiatorella (Stilo), Femminamorta (Pazzano) e Monte Pecoraro (Mongiana) poi dismesse negli anni ottanta.
L'asfaltatura della strada si compì tra gli anni cinquanta e sessanta del XX secolo.
Il 24 novembre 2019 all'altezza di Monte Campanaro dopo il bivio della frazione di Pietra crolla una frana che interrompe il collegamento con Serra San Bruno. Il tratto verrà ripristinato alcuni mesi dopo.

## Galleria d'immagini

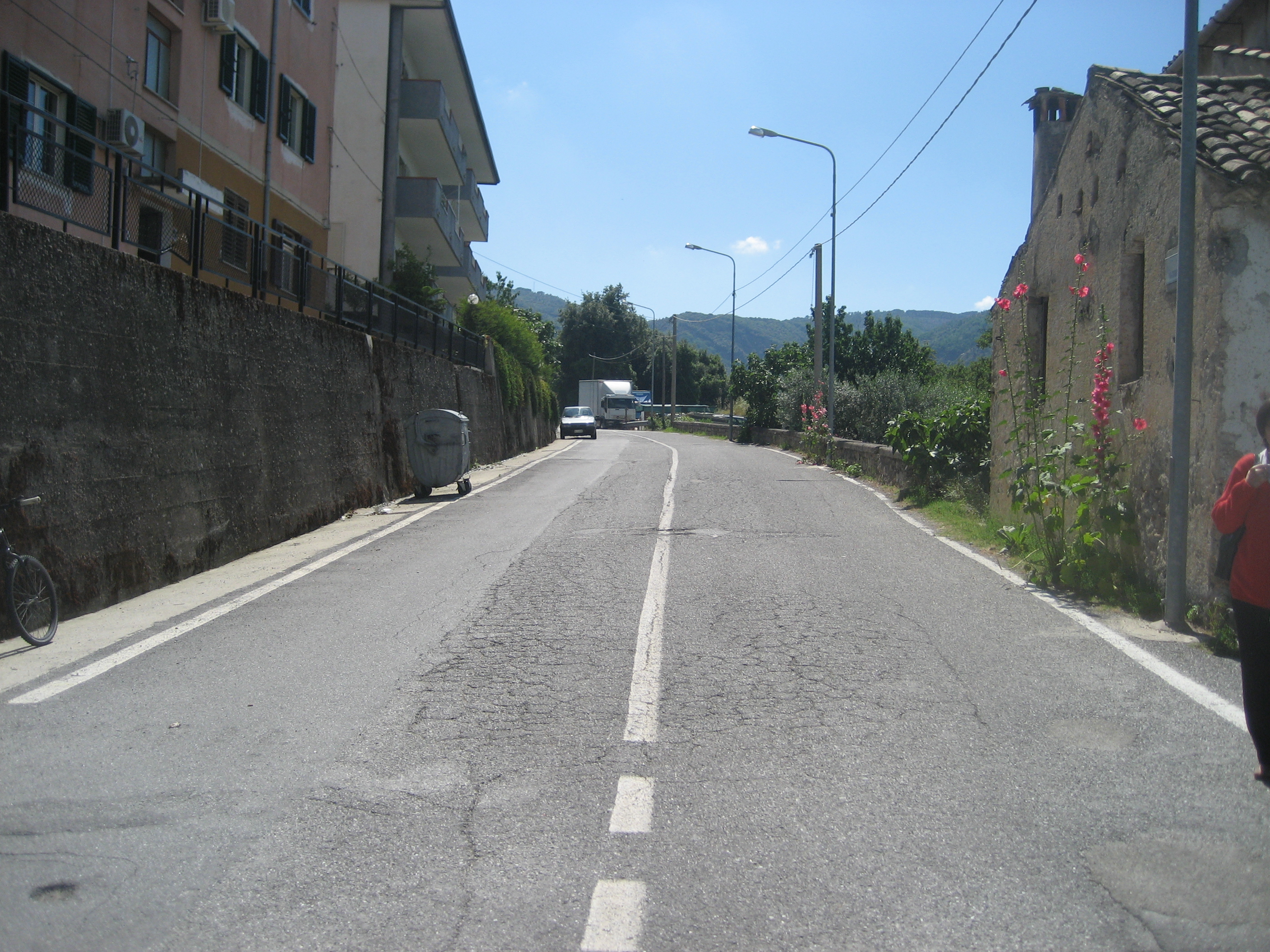
Ex SS110 nel tratto del comune di Pazzano (RC)
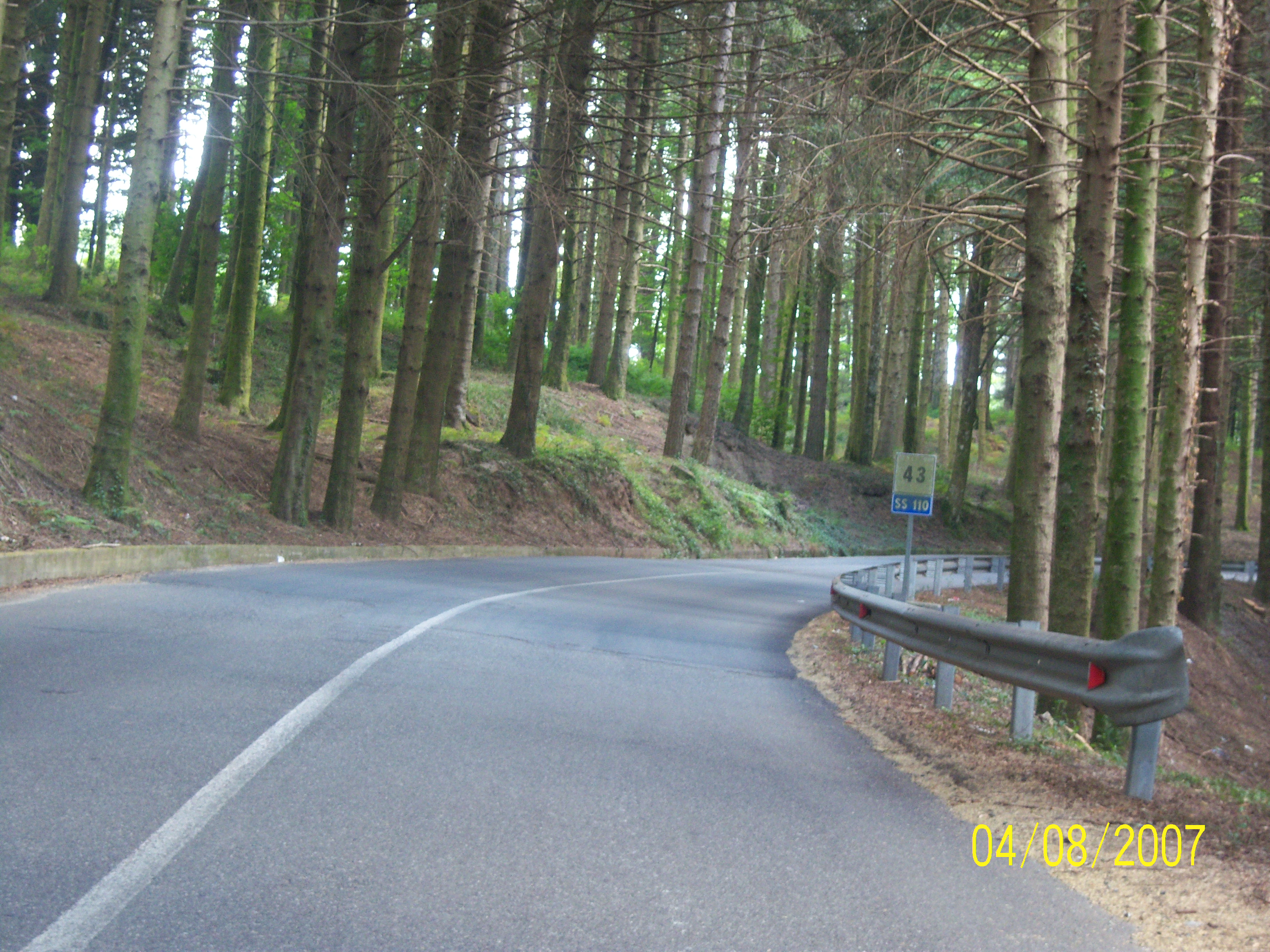
Ex SS 110 nel tratto del comune di Serra San Bruno (VV)
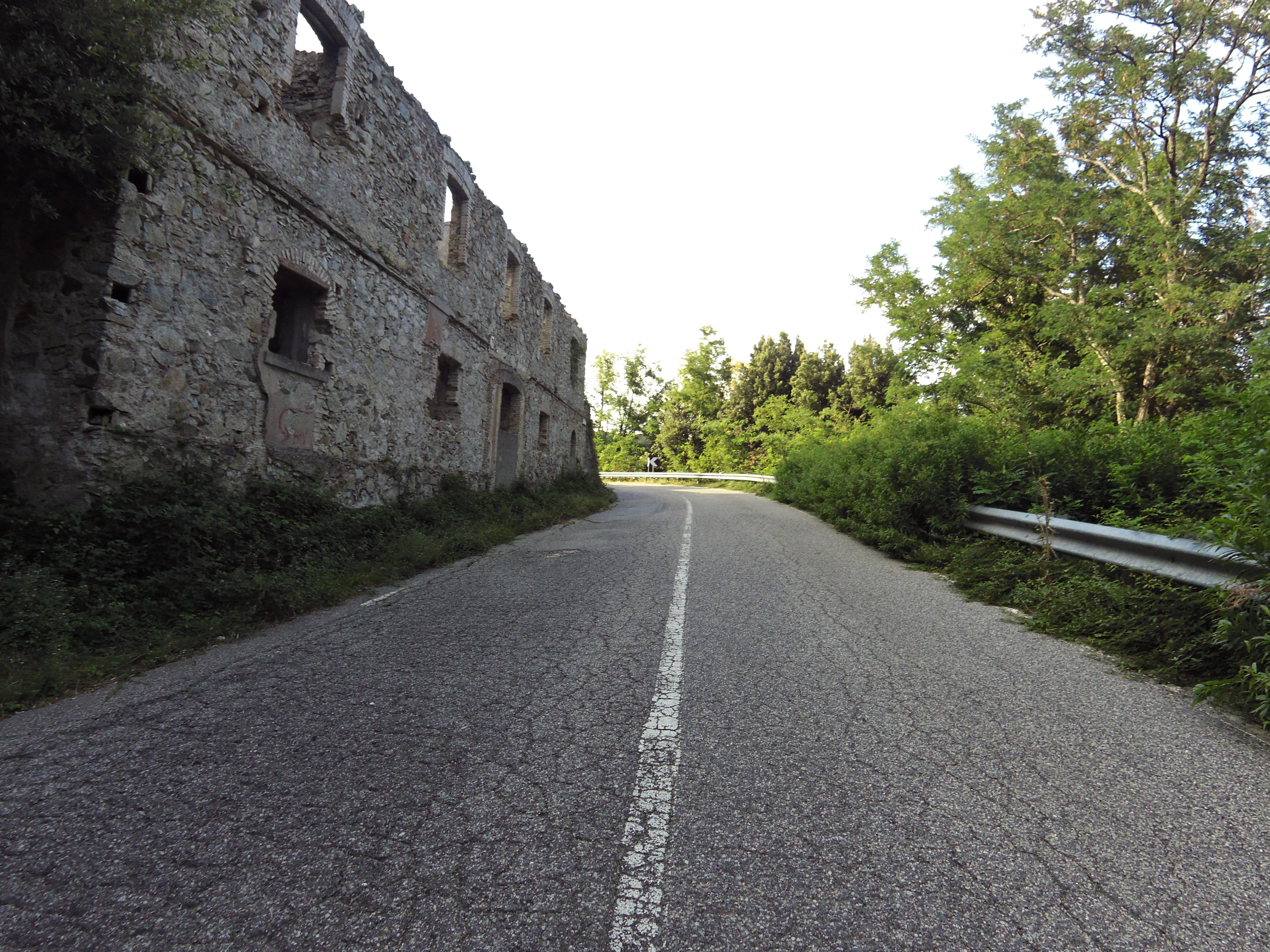
Casello di Femminamorta (Pazzano - RC) 2015
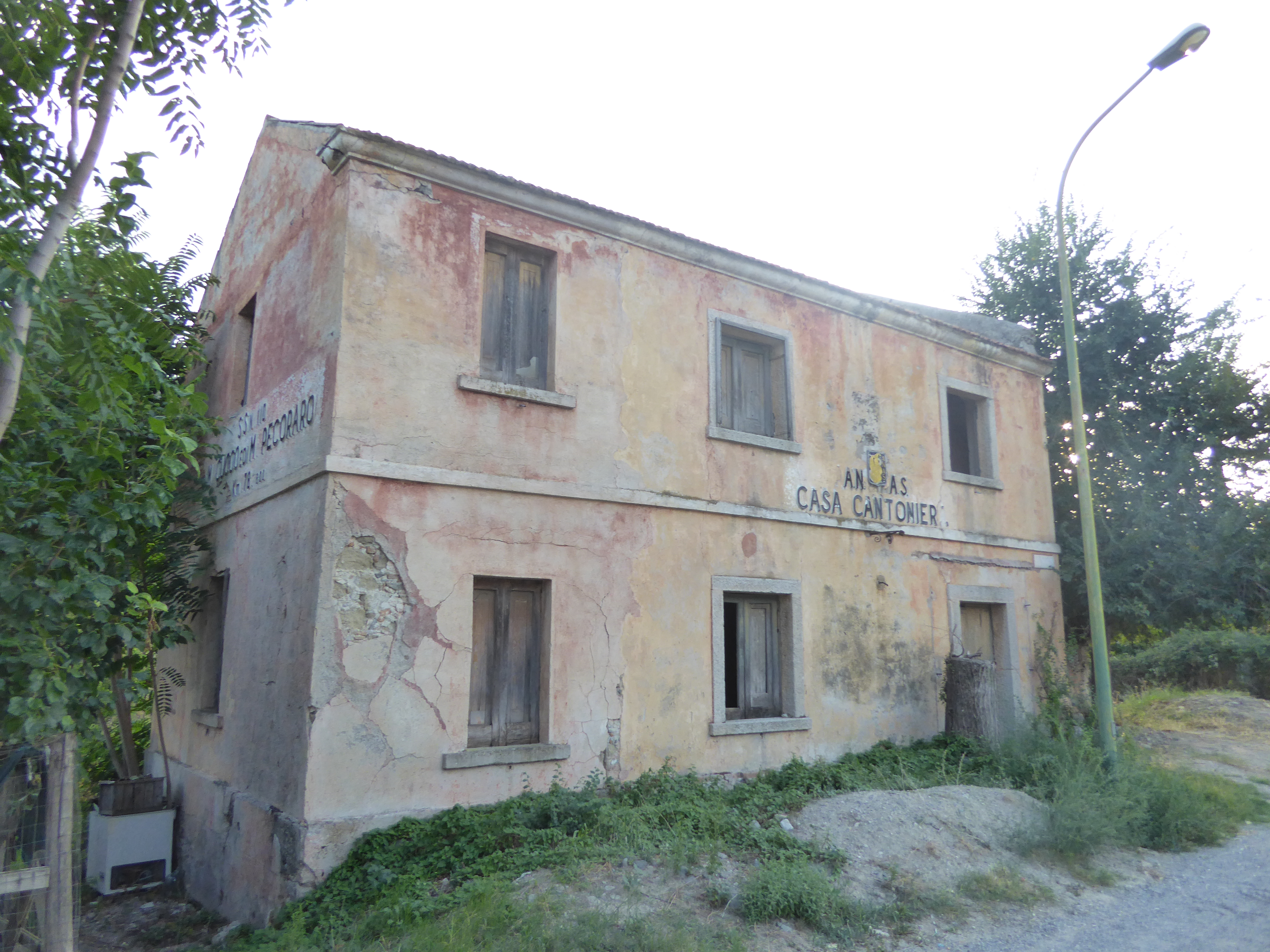
Casa cantoniera in località Bordingiano (Stilo - RC) 2015
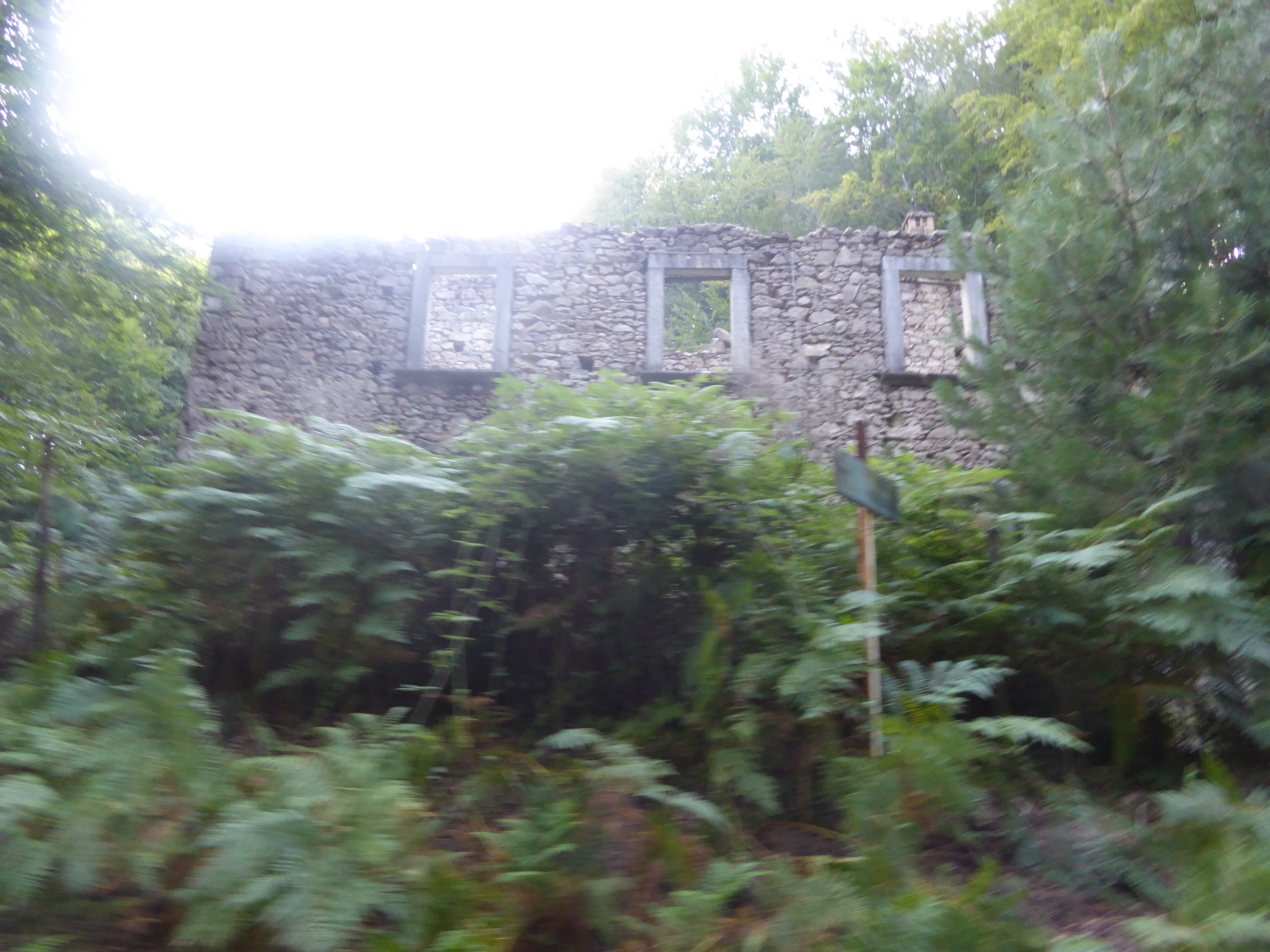
Casa cantoniera in località Mangiatorella (Stilo - RC) 2015
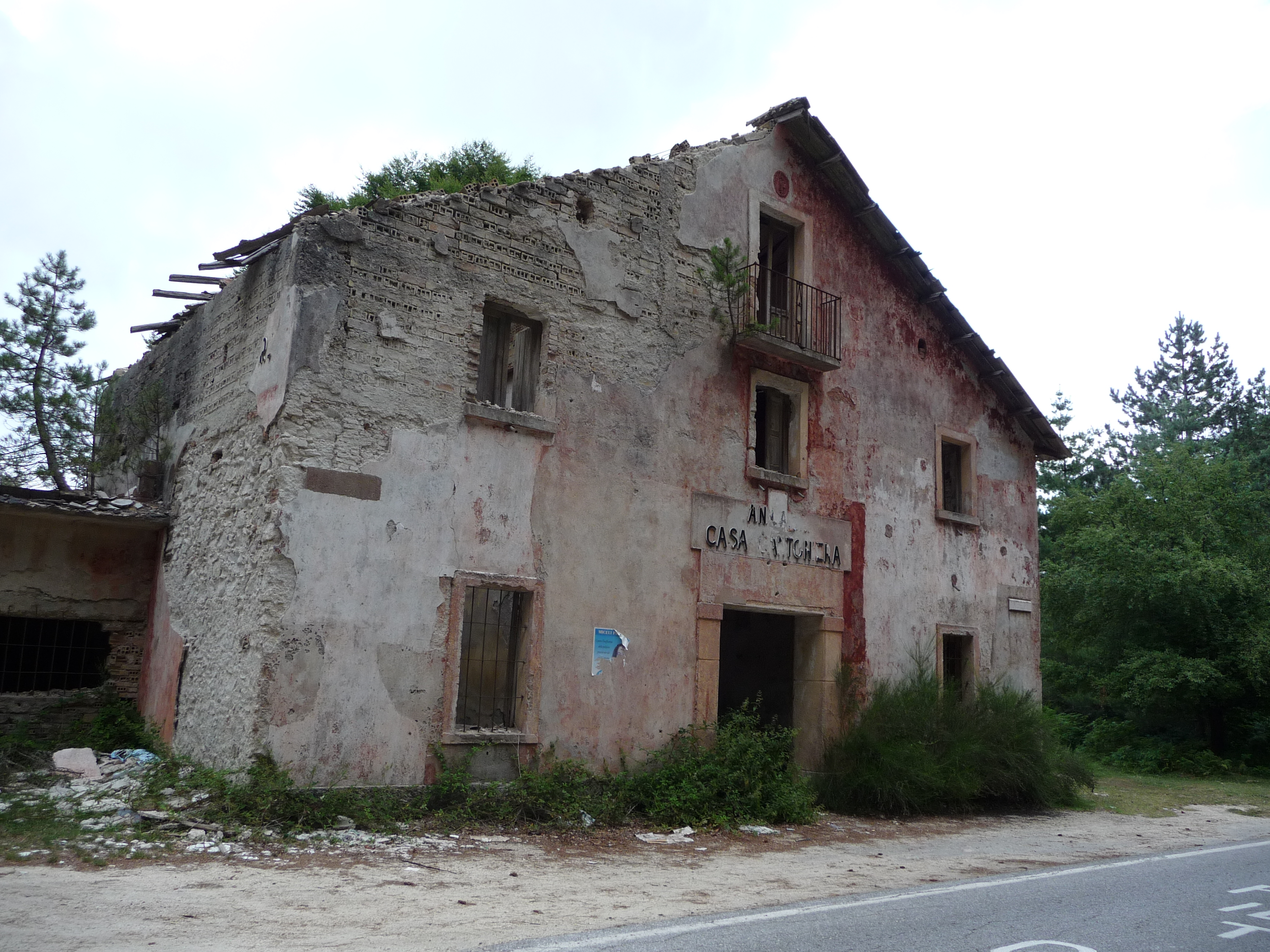
Ex Casa cantoniera del Monte Pecoraro a Mongiana (agosto 2008)
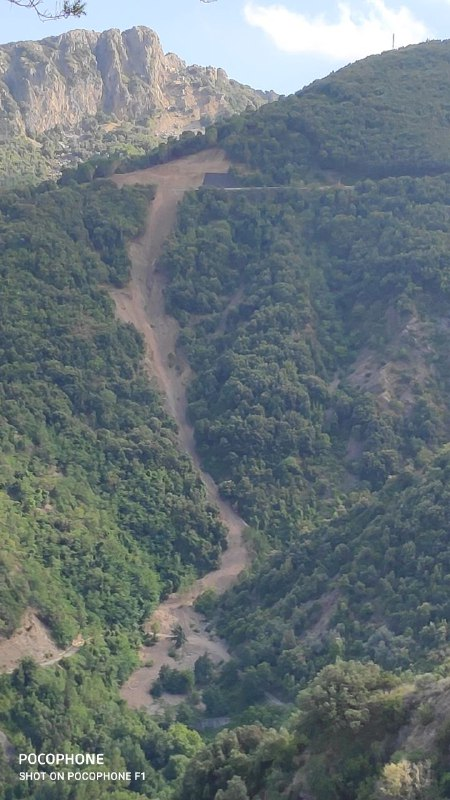
Resti della frana dell'inverno 2019 sulla strada ex SS110 a Pazzano nei pressi del Monte Campanaro (agosto 2020)